# Рума (Іллінойс)
Рума (англ. Ruma) — селище (англ. village) в США, в окрузі Рендолф штату Іллінойс. Населення — 313 особи (2020).

## Географія
Рума розташована за координатами 38°7′50″ пн. ш. 90°0′1″ зх. д. / 38.13056° пн. ш. 90.00028° зх. д. (38.130630, -90.000330).  За даними Бюро перепису населення США в 2010 році селище мало площу 1,92 км², уся площа — суходіл.

## Демографія
Згідно з переписом 2010 року, у селищі мешкало 317 осіб у 115 домогосподарствах у складі 84 родин. Густота населення становила 165 осіб/км².  Було 125 помешкань (65/км²).
Расовий склад населення:
| - 94,6 % — білих - 1,9 % — чорних або афроамериканців - 0,6 % — азіатів |

До двох чи більше рас належало 2,8 %. Частка іспаномовних становила 0,0 % від усіх жителів.
За віковим діапазоном населення розподілялося таким чином: 26,2 % — особи молодші 18 років, 58,7 % — особи у віці 18—64 років, 15,1 % — особи у віці 65 років та старші. Медіана віку мешканця становила 34,6 року. На 100 осіб жіночої статі у селищі припадало 94,5 чоловіків;  на 100 жінок у віці від 18 років та старших — 95,0 чоловіків також старших 18 років.
Середній дохід на одне домашнє господарство  становив 67 106 доларів США (медіана — 46 750), а середній дохід на одну сім'ю — 73 844 долари (медіана — 65 625). Медіана доходів становила 52 500 доларів для чоловіків та 28 750 доларів для жінок. За межею бідності перебувало 8,5 % осіб, у тому числі 5,1 % дітей у віці до 18 років та 2,8 % осіб у віці 65 років та старших.
Цивільне працевлаштоване населення становило 133 особи. Основні галузі зайнятості: освіта, охорона здоров'я та соціальна допомога — 28,6 %, виробництво — 17,3 %, роздрібна торгівля — 8,3 %, транспорт — 6,8 %.